# Erich Königsberger

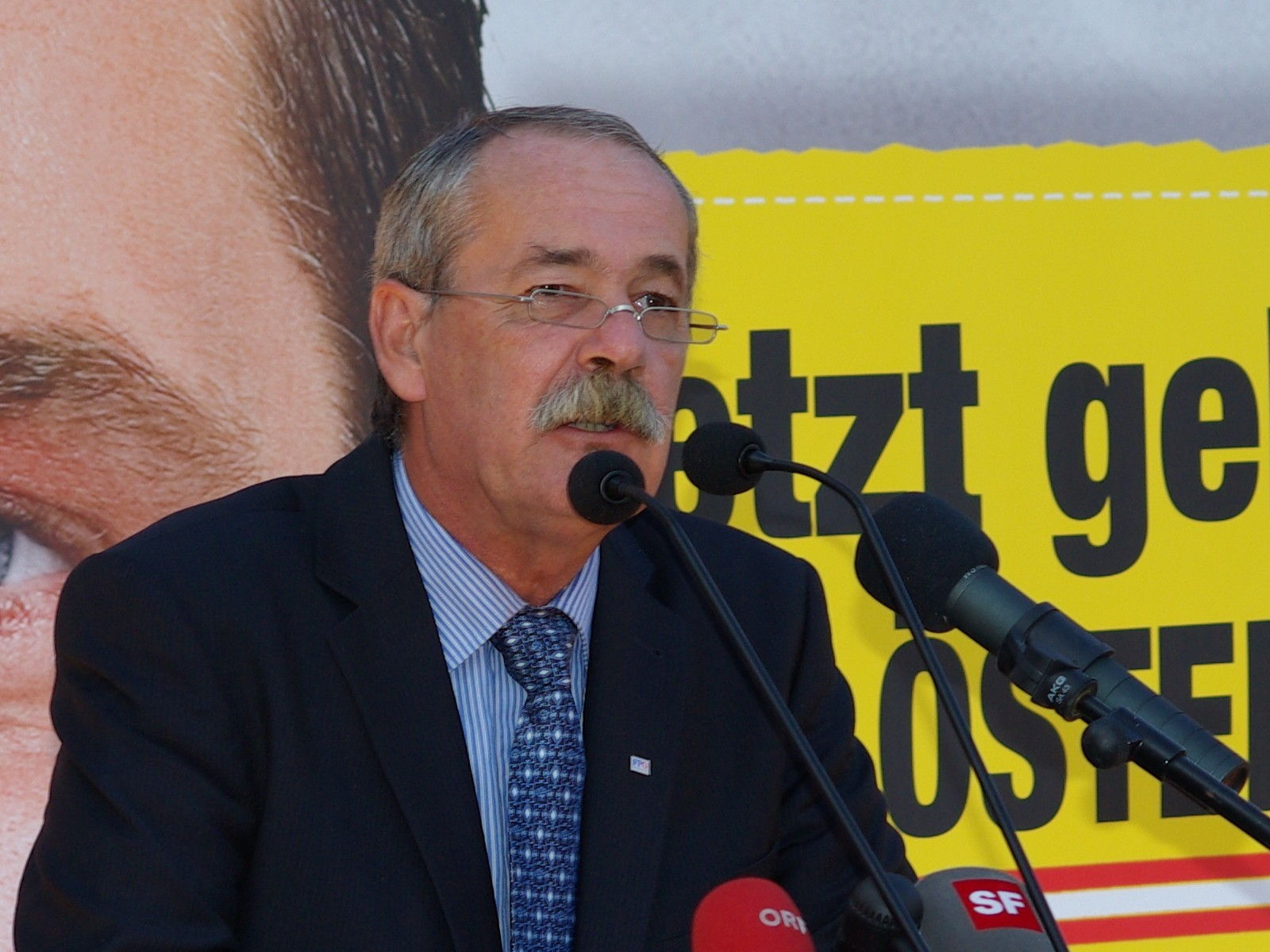
Erich Königsberger (2008)

Erich Königsberger (* 5. Februar 1956 in Ober-Grafendorf) ist ein österreichischer Polizeibeamter und Politiker (FPÖ). Königsberger war von 2008 bis März 2023 Abgeordneter zum Landtag von Niederösterreich. 2013 und 2017 war er vom Niederösterreichischen Landtag entsandtes Mitglied des Österreichischen Bundesrates.

## Leben
Königsberger besuchte nach der Volksschule ein Realgymnasium, bevor er an eine Höhere Technische Lehranstalt wechselte und schließlich eine kaufmännische Berufsschule abschloss. Er absolvierte in der Folge eine Ausbildung am Polizeibildungszentrum und ist als Dienstführender Polizeibeamter in Wien tätig.
Seit 2000 ist er Ortsparteiobmann der FPÖ Ober-Grafendorf und wurde im selben Jahr zum Bezirksparteiobmann St. Pölten Land gewählt. Ab 2002 war er Bezirksparteiobmann von St. Pölten Stadt und Land. Zudem ist Königsberger seit 2000 Mitglied der Landesparteileitung, seit 2001 Mitglied des Landesparteivorstandes und seit 2008 Mitglied der Bundesparteileitung. Er vertrat die FPÖ von 2000 bis 2005 im Gemeinderat von Ober-Grafendorf und ist seit dem 10. April 2008 Abgeordneter zum Niederösterreichischen Landtag. Königsberger war Sicherheitssprecher des FPÖ-Landtagsklubs und Obmannstellvertreter im Verkehrs-Ausschuss. Des Weiteren ist Königsberger Sprecher für Justiz, Landesverteidigung, Öffentlicher Dienst, Beamte, Tierschutz, Verkehrsangelegenheiten, ÖBB, Volksgruppen und Vertriebene.
Im September 2016 fiel Erich Königsberger durch eine Alkoholfahrt mit 2 Promille Alkohol im Blut negativ auf. Er fuhr betrunken von einer Parteisitzung der FPÖ von Krems nach St. Pölten und verwechselte dabei den Radweg mit der Straße. Daraufhin verlor er seinen Posten als Sicherheits- & Verkehrssprecher des FPÖ-Landtagsklubs. Im November 2017 wurde Königsberger für den Bundesrat nominiert.
Im Oktober 2021 wurde Martin Antauer am FPÖ-Bezirksparteitag mit 103 Stimmen zu seinem Nachfolger als Bezirksparteiobmann gewählt, Gegenkandidatin Vesna Schuster erreichte 67 Stimmen. Nach der Landtagswahl 2023 soll er aus dem Landtag ausscheiden.
Königsberger lebt in Ober-Grafendorf. Er ist verheiratet und Vater einer Tochter.

## Auszeichnungen
- 2023: Großes Silbernes Ehrenzeichen für Verdienste um die Republik Österreich [7]